# طواف بولندا 2016
طواف بولندا 2016 (بالإنجليزية: 2016 Tour de Pologne) هو سباق دراجات هوائية، وهو الموسم رقم 73 من السباق، وأقيم خلال الفترة 12 يوليو 2016، وحتى 18 يوليو 2016، وامتدّ لمسافة 1190 كيلومتر، وهو أحد سباقات طواف العالم للدراجات 2016، وقد شارك في السباق 199 متسابقاً ووصل إلى نهايته 97 متسابقاً.
فاز فيه بالمركز الأول تيم فيلانز، وبالمركز الثاني فابيو فلين، وبالمركز الثالث البرتو بيتول، والفائز حسب ترتيب السرعة تيم فيلانز، والفريق الفائز في ترتيب الفرق لوتو سودال 2016.

## الفرق
| فرق عالمية (18)- Tinkoff - موفيستار - Etixx-Quick Step - أستانا - Cannondale-Drapac - Dimension Data - Trek-Segafredo - Sky - Lampre-Merida - بي إم سي راسينغ - Orica-BikeExchange - Giant-Alpecin - Katusha - Lotto NL-Jumbo - Lotto-Soudal - AG2R La Mondiale - IAM Cycling - FDJ فرق قارية محترفة (6)- Verva ActiveJet ‏ - CCC Development Team ‏ - تيم نوفو نورديسك ‏ - ONE Pro Cycling ‏ - غازبروم روسفيلو ‏ - Bardiani CSF فريق وطني- فريق بولندا لركوب الدراجات 2016 ‏ |  |
| |  |

## المراحل
| قائمة المراحل | قائمة المراحل | قائمة المراحل                          | قائمة المراحل      | قائمة المراحل | قائمة المراحل    | قائمة المراحل    |
| المرحلة       | التاريخ       | الدورة                                 |                    | المسافة (كم)  | الفائز بالمرحلة  | القائد العام     |
| ------------- | ------------- | -------------------------------------- | ------------------ | ------------- | ---------------- | ---------------- |
| 1             | 12 يوليو      | Radzymin ‏ – وارسو                      | مرحلة مستوية       | 135           | دافيدي مارتينيلي | دافيدي مارتينيلي |
| 2             | 13 يوليو      | تارنوفسكي غوري – كاتوفيتسه             | مرحلة مستوية       | 153           | فرناندو جافيريا  | فرناندو جافيريا  |
| 3             | 14 يوليو      | Zawiercie ‏ – نوفي سونتس                | مرحلة جبلية متوسطة | 240           | نيكولو بونيفازيو | فرناندو جافيريا  |
| 4             | 15 يوليو      | نوفي سونتس – جيشوف                     | مرحلة جبلية متوسطة | 218           | فرناندو جافيريا  | فرناندو جافيريا  |
| 5             | 16 يوليو      | فياليتشكا – زكوبن                      | مرحلة جبلية        | 225           | تيم فيلانز       | تيم فيلانز       |
| 6             | 17 يوليو      | Terma Bukovina ‏ – Bukowina Tatrzańska ‏ | مرحلة جبلية        | 194           |                  | تيم فيلانز       |
| 7             | 18 يوليو      | كراكوف – كراكوف                        | فردي ضد الساعة     | 25            | اليكس داوست      | تيم فيلانز       |

## النتيجة

### مرحلة 1
هي مرحلة مسطحة، أجريت في 12 يوليو 2016، وامتدّت لمسافة 135 كيلومتر فاز بالمرحلة دافيدي مارتينيلي، ومتصدر الترتيب العام في نهاية المرحلة دافيدي مارتينيلي.
| التصنيف العام | التصنيف العام    | التصنيف العام | التصنيف العام      | التصنيف العام |        |
| الدراج        | الدراج           | البلد         | الفريق             | الوقت         | السرعة |
| ------------- | ---------------- | ------------- | ------------------ | ------------- | ------ |
| 1.            | دافيدي مارتينيلي | إيطاليا       | إتيكس-كويك ستيب    | 3 س 01 د 00 ث |        |
| 2.            | فرناندو جافيريا  | كولومبيا      | إتيكس-كويك ستيب    | + 4 ث         |        |
| 3.            | كاليب إيوان      | أستراليا      | Orica-BikeExchange | + 6 ث         |        |
| 4.            | زدينيك ستيبار    | التشيك        | إتيكس-كويك ستيب    | + 10 ث        |        |
| 5.            | مورينو هوفلاند   | هولندا        | لوتو إن إل-جامبو   | + 10 ث        |        |

### مرحلة 2
هي مرحلة مسطحة، أجريت في 13 يوليو 2016، وامتدّت لمسافة 153 كيلومتر فاز بالمرحلة فرناندو جافيريا، ومتصدر الترتيب العام في نهاية المرحلة فرناندو جافيريا.
| التصنيف العام | التصنيف العام    | التصنيف العام | التصنيف العام      | التصنيف العام |        |
| الدراج        | الدراج           | البلد         | الفريق             | الوقت         | السرعة |
| ------------- | ---------------- | ------------- | ------------------ | ------------- | ------ |
| 1.            | فرناندو جافيريا  | كولومبيا      | إتيكس-كويك ستيب    | 6 س 20 د 24 ث |        |
| 2.            | دافيدي مارتينيلي | إيطاليا       | إتيكس-كويك ستيب    | + 6 ث         |        |
| 3.            | كاليب إيوان      | أستراليا      | Orica-BikeExchange | + 8 ث         |        |
| 4.            | دييغو يليسي      | إيطاليا       | Lampre-Merida      | + 14 ث        |        |
| 5.            | مورينو هوفلاند   | هولندا        | لوتو إن إل-جامبو   | + 16 ث        |        |

### مرحلة 3
هي مرحلة جبلية متوسطة، أجريت في 14 يوليو 2016، وامتدّت لمسافة 240 كيلومتر فاز بالمرحلة نيكولو بونيفازيو، ومتصدر الترتيب العام في نهاية المرحلة فرناندو جافيريا.
| التصنيف العام | التصنيف العام    | التصنيف العام | التصنيف العام      | التصنيف العام  |        |
| الدراج        | الدراج           | البلد         | الفريق             | الوقت          | السرعة |
| ------------- | ---------------- | ------------- | ------------------ | -------------- | ------ |
| 1.            | فرناندو جافيريا  | كولومبيا      | إتيكس-كويك ستيب    | 12 س 06 د 36 ث |        |
| 2.            | نيكولو بونيفازيو | إيطاليا       | تريك سيغافريدو     | + 6 ث          |        |
| 3.            | كاليب إيوان      | أستراليا      | Orica-BikeExchange | + 8 ث          |        |
| 4.            | مورينو هوفلاند   | هولندا        | لوتو إن إل-جامبو   | + 10 ث         |        |
| 5.            | دييغو يليسي      | إيطاليا       | Lampre-Merida      | + 14 ث         |        |

### مرحلة 4
هي مرحلة جبلية متوسطة، أجريت في 15 يوليو 2016، وامتدّت لمسافة 218 كيلومتر فاز بالمرحلة فرناندو جافيريا، ومتصدر الترتيب العام في نهاية المرحلة فرناندو جافيريا.
| التصنيف العام | التصنيف العام     | التصنيف العام | التصنيف العام   | التصنيف العام  |        |
| الدراج        | الدراج            | البلد         | الفريق          | الوقت          | السرعة |
| ------------- | ----------------- | ------------- | --------------- | -------------- | ------ |
| 1.            | فرناندو جافيريا   | كولومبيا      | إتيكس-كويك ستيب | 17 س 19 د 22 ث |        |
| 2.            | ميكال كوياتكووسكي | بولندا        | سكاي            | + 19 ث         |        |
| 3.            | دييغو يليسي       | إيطاليا       | Lampre-Merida   | + 22 ث         |        |
| 4.            | تيم فيلانز        | بلجيكا        | لوتو سودال      | + 25 ث         |        |
| 5.            | هاينريش هوسلر     | أستراليا      | IAM             | + 26 ث         |        |

### مرحلة 5
هي مرحلة جبلية، أجريت في 16 يوليو 2016، وامتدّت لمسافة 225 كيلومتر فاز بالمرحلة تيم فيلانز، ومتصدر الترتيب العام في نهاية المرحلة تيم فيلانز.
| التصنيف العام | التصنيف العام | التصنيف العام | التصنيف العام   | التصنيف العام  |        |
| الدراج        | الدراج        | البلد         | الفريق          | الوقت          | السرعة |
| ------------- | ------------- | ------------- | --------------- | -------------- | ------ |
| 1.            | تيم فيلانز    | بلجيكا        | لوتو سودال      | 23 س 16 د 53 ث |        |
| 2.            | دافيد فورمولو | إيطاليا       | كانونديل دراباك | + 4 د 05 ث     |        |
| 3.            | تيسج بنوت     | بلجيكا        | لوتو سودال      | + 4 د 50 ث     |        |
| 4.            | فابيو فلين    | إيطاليا       | تريك سيغافريدو  | + 5 د 04 ث     |        |
| 5.            | البرتو بيتول  | إيطاليا       | كانونديل دراباك | + 5 د 12 ث     |        |

### مرحلة 6
هي مرحلة جبلية، أجريت في 17 يوليو 2016، وامتدّت لمسافة 194 كيلومتر فاز بالمرحلة متصدر الترتيب العام في نهاية المرحلة تيم فيلانز.
| الدراج | الدراج | البلد | الفريق | الوقت | السرعة |  |

### مرحلة 7
هي مرحلة من نوع سباق ضد الساعة فردي، أجريت في 18 يوليو 2016، وامتدّت لمسافة 25 كيلومتر فاز بالمرحلة اليكس داوست، ومتصدر الترتيب العام في نهاية المرحلة تيم فيلانز.
| التصنيف العام | التصنيف العام | التصنيف العام | التصنيف العام   | التصنيف العام  |        |
| الدراج        | الدراج        | البلد         | الفريق          | الوقت          | السرعة |
| ------------- | ------------- | ------------- | --------------- | -------------- | ------ |
| 1.            | تيم فيلانز    | بلجيكا        | لوتو سودال      | 23 س 47 د 23 ث |        |
| 2.            | فابيو فلين    | إيطاليا       | تريك سيغافريدو  | + 4 د 22 ث     |        |
| 3.            | البرتو بيتول  | إيطاليا       | كانونديل دراباك | + 4 د 54 ث     |        |
| 4.            | دافيد فورمولو | إيطاليا       | كانونديل دراباك | + 5 د 06 ث     |        |
| 5.            | تيسج بنوت     | بلجيكا        | لوتو سودال      | + 5 د 22 ث     |        |

## التصنيف العام النهائي
| التصنيف العام | التصنيف العام         | التصنيف العام    | التصنيف العام   | التصنيف العام  |        |
| الدراج        | الدراج                | البلد            | الفريق          | الوقت          | السرعة |
| ------------- | --------------------- | ---------------- | --------------- | -------------- | ------ |
| 1.            | تيم فيلانز            | بلجيكا           | لوتو سودال      | 23 س 47 د 23 ث |        |
| 2.            | فابيو فلين            | إيطاليا          | تريك سيغافريدو  | + 4 د 22 ث     |        |
| 3.            | البرتو بيتول          | إيطاليا          | كانونديل دراباك | + 4 د 54 ث     |        |
| 4.            | دافيد فورمولو         | إيطاليا          | كانونديل دراباك | + 5 د 06 ث     |        |
| 5.            | تيسج بنوت             | بلجيكا           | لوتو سودال      | + 5 د 22 ث     |        |
| 6.            | روبين فرنانديز (دراج) | إسبانيا          | موفيستار        | + 5 د 45 ث     |        |
| 7.            | Lawrence Warbasse ‏    | الولايات المتحدة | IAM             | + 5 د 47 ث     |        |
| 8.            | أندري زيتز            | كازاخستان        | أستانا          | + 6 د 08 ث     |        |
| 9.            | داريو كاتالدو         | إيطاليا          | أستانا          | + 6 د 20 ث     |        |
| 10.           | دافيد فييلا           | إيطاليا          | كانونديل دراباك | + 8 د 01 ث     |        |

## وصلات خارجية
- الموقع الرسمي
- طواف بولندا 2016 على موقع إحصائيات الدراجات الإحترافية (الإنجليزية)